# Ligne de tramway M (TELB)
Pour les articles homonymes, voir Ligne M.
La ligne M est une ancienne ligne du tramway de Lille.

## Histoire
La ligne est supprimée en juin 1940.
En 1946 des services spéciaux sont créés entre la gare et le stade Henri Jooris pour les jours de match. Ces services sont supprimés en 1950.